# Begonia palmeri
Espèce
Synonymes
- Begonia californica Brandegee[1]
- Begonia macdanielsii Standl.[1] [2]

Begonia palmeri est une espèce de plantes de la famille des Begoniaceae.
L'espèce fait partie de la section Quadriperigonia.
Elle a été décrite en 1886 par Sereno Watson (1826-1892).

## Répartition géographique
Cette espèce est originaire du pays suivant : Mexique.